# Franco Foda
Franco Foda (* 23. April 1966 in Mainz) ist ein deutscher Fußballtrainer und ehemaliger Fußballspieler.

## Karriere

### Spieler
Foda begann bei der im Mainzer Stadtteil Weisenau beheimateten Sportvereinigung Weisenau mit dem Fußballspielen und ging nach sechs Jahren zum damals drittklassigen 1. FSV Mainz 05. Zwei Jahre später folgte sein Wechsel in die Jugend des Bundesligisten 1. FC Kaiserslautern, für den er 1983 seine ersten Bundesligaspiele absolvierte. Ein Jahr später schloss er sich Arminia Bielefeld an, 1985 dem 1. FC Saarbrücken. Im Jahre 1987 kehrte er zum 1. FC Kaiserslautern zurück und wechselte 1990 zu Bayer 04 Leverkusen. Ab 1994 spielte er für den VfB Stuttgart und ab der Winterpause 1996/97 für den FC Basel. Er kam im Sommer 1997 schließlich zum SK Sturm Graz, bei dem er im Jahre 2001 seine Spielerkarriere beendete und danach als Trainer tätig werden sollte. Mit dem SK Sturm wurde er zweimal Meister und Supercupsieger sowie einmal Cupsieger. Dreimal spielte er mit Graz in der Champions League, wobei er in der Saison 2000/01 die Zwischenrunde der besten 16 Teams erreichte.
Foda bestritt insgesamt 321 Bundesligaspiele und erzielte dabei 20 Tore.
Nach insgesamt sieben Spielen für die deutsche U21-Nationalmannschaft nahm er im Dezember 1987 an einer Südamerikareise der deutschen A-Nationalmannschaft teil. Auf diesem Trip wurde Foda bei den Spielen gegen Brasilien und Argentinien zweimal eingesetzt.
Beim 1:1 gegen die Brasilianer kam der FCK-Profi in der 82. Minute für Michael Frontzeck aufs Feld und bei der 0:1-Niederlage gegen die argentinische Auswahl wurde er 25 Minuten vor dem Ende für Stefan Reuter eingewechselt. Foda sorgte bei seiner Einwechslung alleine durch seinen Namen für den humoristischen Höhepunkt, denn „Franco Foda“ bezeichnet im Portugiesischen in vulgärer Form das unentgeltliche Vollziehen des Geschlechtsverkehrs.

### Trainer
Nachdem er seine aktive Karriere als Spieler beendet hatte, wurde er vom SK Sturm Graz als Nachwuchstrainer angestellt. Bereits ein Jahr später, 2002, wurde er Co-Trainer in der Kampfmannschaft. Nach dem Rücktritt von Ivica Osim wurde Foda zum neuen Cheftrainer der Mannschaft bestellt. Anfangs feierte er mit der Mannschaft einige Erfolge (Einzug in die 3. UEFA-Cup-Runde), am Jahresende landete die Mannschaft allerdings nur auf Rang 6, weswegen Foda durch Gilbert Gress ersetzt wurde. Er ging wieder ins zweite Glied zurück und arbeitete dort sehr erfolgreich als Trainer der Amateure des SK Sturm.
Am 1. Juni 2006 wurde er erneut zum Cheftrainer des SK Sturm Graz bestellt, nachdem Michael Petrović den Verein in Richtung FC Kärnten verlassen hatte. Fodas Vertrag bei den Grazern lief bis 2012. Am 16. Mai 2010 gewann die von Foda trainierte Mannschaft von Sturm Graz mit einem 1:0-Sieg gegen Magna Wiener Neustadt den ÖFB-Cup. Ein Jahr später, am 25. Mai 2011, holte Foda mit Sturm den österreichischen Meistertitel der Saison 2010/11. Damit ist er an den ersten drei Meistertiteln der Grazer entweder als Spieler oder Trainer beteiligt.
Am 19. März 2012 kündigte Sturm Graz an, den Vertrag mit Foda nicht zu verlängern. Dieser Ankündigung waren mehrwöchige medial ausgetragene Auseinandersetzungen zwischen Trainer und Vereinsvorstand vorausgegangen. Am 12. April 2012 wurde Foda vorzeitig beurlaubt.
Vor der Saison 2012/13 wurde Foda Cheftrainer beim Absteiger aus der Bundesliga 1. FC Kaiserslautern als Nachfolger von Krassimir Balakow. Er unterzeichnete einen Zweijahresvertrag. Der Verein stellte Foda am 29. August 2013 von seinen Aufgaben als Trainer frei. Zu diesem Zeitpunkt stand der FCK auf dem vierten Tabellenplatz der zweiten Liga.
Ende September 2014 kehrte Foda als Cheftrainer zum SK Sturm Graz zurück.
Am 30. Oktober 2017 wurde vom Österreichischen Fußball-Bund (ÖFB) angekündigt, dass Foda zu Beginn des Jahres 2018 die Nachfolge von Marcel Koller als ÖFB-Teamchef antreten wird. Gemeinsam mit ihm wechselten auch seine beiden Co-Trainer Thomas Kristl und Imre Szabics zum Trainerstab des österreichischen Nationalteams. Der SK Sturm Graz hatte einer vorzeitigen Vertragsauflösung zugestimmt. Mit Einverständnis der Grazer wurde Foda vom 6. bis 14. November 2017 vom Verein freigestellt, um das Nationalteam im Rahmen eines Trainingslehrgangs und eines Testspiels gegen Uruguay interimistisch zu betreuen. Sein Vertrag beim ÖFB lief zunächst bis 31. Dezember 2019 und verlängerte sich mit der Qualifikation der für die Europameisterschaft bis zum Ende des zunächst für Sommer 2020 geplanten Turniers. Mit dem Kader Österreichs bei der EM 2021 kam er bis zum Achtelfinale. Medienberichten zufolge zahlte der ÖFB für Franco Foda und dessen Dienste in den letzten 15 Monaten seiner Vertragslaufzeit mehr als eine Million Euro Bruttogehalt.
Nach der verpassten Qualifikation zur Fußball-Weltmeisterschaft 2022 trat Foda Ende März des Jahres als österreichischer Bundestrainer zurück. Foda saß am 29. März 2022 beim Testspiel gegen Schottland zum letzten Mal für Österreich auf der Bank.
Auf die Saison 2022/23 hin übernahm er das Traineramt beim amtierenden Schweizer Meister FC Zürich. Er wurde dort Nachfolger von André Breitenreiter. Der amtierende Meister stand nach dem achten Spieltag mit nur zwei Unentschieden auf dem vorletzten Tabellenplatz. Nachdem der FCZ zuvor bereits die Qualifikation für die Champions League verpasst hatte und auch im Pokal bereits in der 2. Runde gegen ein unterklassiges Team ausgeschieden war, wurde Foda am 21. September 2022 gemeinsam mit seinen Co-Trainern Thomas Kristl und Imre Szabics entlassen.
Im Februar 2024 wurde er Nationaltrainer der Kosovarischen Fußballnationalmannschaft.

## Privates
Foda ist Sohn einer deutschen Mutter aus Mainz und eines italienischen Vaters aus Venedig. Er besaß bis zu seinem siebten Lebensjahr die italienische Staatsbürgerschaft. Er ist verheiratet und hat zwei Söhne, von denen einer, Sandro (* 1989), unter ihm in der Profimannschaft des SK Sturm Graz spielte und seit Januar 2014 beim SV Wildon in der steirischen Landesliga engagiert ist. Sein zweiter Sohn Marco (* 1992) entstammt ebenfalls der Jugend des SK Sturm Graz, brachte es jedoch nie über den Amateurfußball hinaus und spielt seit Sommer 2017 als Verteidiger beim SV Pachern in Hart bei Graz.

## Erfolge

### Als Spieler
- 2 Länderspieleinsätze für Deutschland
- 7 Länderspieleinsätze für Deutschlands U21
- 2 × Sieger im DFB-Pokal mit dem 1. FC Kaiserslautern und Bayer Leverkusen
- 2 × österreichischer Fußballmeister mit SK Sturm Graz
- 1 × ÖFB-Cupsieger mit SK Sturm Graz
- 2 × ÖFB-Supercupsieger mit SK Sturm Graz
- 3 × Champions-League-Teilnahme mit SK Sturm Graz (2000/2001 mit Erreichen der Zwischenrunde der 16 besten Teams Europas)

### Als Trainer
- 1 × ÖFB-Cupsieger mit SK Sturm Graz
- 1 × österreichischer Fußballmeister mit SK Sturm Graz
- 2 × Europa-League-Teilnahme mit SK Sturm Graz

## ÖFB-Länderspiele unter Teamchef Franco Foda
Legende
- H = Heimspiel
- A = Auswärtsspiel
- * = Spiel auf neutralem Platz
- grüne Hintergrundfarbe = Sieg Österreichs
- gelbe Hintergrundfarbe = Unentschieden
- rote Hintergrundfarbe = Niederlage

| Spiele | Siege | Remis | Niederlagen | Tore  | TD  |
| ------ | ----- | ----- | ----------- | ----- | --- |
| 48     | 27    | 6     | 15          | 77:52 | +25 |

| Nr. | Datum      | Ergebnis | Gegner                  |   | Austragungsort | Anlass                         | Bemerkung                                                                 |
| --- | ---------- | -------- | ----------------------- | - | -------------- | ------------------------------ | ------------------------------------------------------------------------- |
| 762 | 14.11.2017 | 2:1      | Uruguay                 | H | Wien           |                                | erstes Länderspiel unter Foda, gleichzeitig Cheftrainer des SK Sturm Graz |
| 763 | 23.03.2018 | 3:0      | Slowenien               | H | Klagenfurt     |                                |                                                                           |
| 764 | 27.03.2018 | 4:0      | Luxemburg               | A | Luxemburg      |                                |                                                                           |
| 765 | 30.05.2018 | 1:0      | Russland                | H | Innsbruck      |                                |                                                                           |
| 766 | 02.06.2018 | 2:1      | Deutschland             | H | Klagenfurt     |                                | erster Sieg gegen Deutschland seit 1986                                   |
| 767 | 10.06.2018 | 0:3      | Brasilien               | H | Wien           |                                |                                                                           |
| 768 | 06.09.2018 | 2:0      | Schweden                | H | Wien           |                                |                                                                           |
| 769 | 11.09.2018 | 0:1      | Bosnien und Herzegowina | A | Zenica         | UEFA Nations League 2018/19    |                                                                           |
| 770 | 12.10.2018 | 1:0      | Nordirland              | H | Wien           | UEFA Nations League 2018/19    |                                                                           |
| 771 | 16.10.2018 | 0:2      | Dänemark                | A | Herning        |                                |                                                                           |
| 772 | 15.11.2018 | 0:0      | Bosnien und Herzegowina | H | Wien           | UEFA Nations League 2018/19    |                                                                           |
| 773 | 18.11.2018 | 2:1      | Nordirland              | A | Belfast        | UEFA Nations League 2018/19    |                                                                           |
| 774 | 21.03.2019 | 0:1      | Polen                   | H | Wien           | EM 2021-Qualifikation          |                                                                           |
| 775 | 24.03.2019 | 2:4      | Israel                  | A | Haifa          | EM 2021-Qualifikation          |                                                                           |
| 776 | 07.06.2019 | 1:0      | Slowenien               | H | Klagenfurt     | EM 2021-Qualifikation          |                                                                           |
| 777 | 10.06.2019 | 4:1      | Nordmazedonien          | A | Skopje         | EM 2021-Qualifikation          |                                                                           |
| 778 | 06.09.2019 | 6:0      | Lettland                | H | Salzburg       | EM 2021-Qualifikation          |                                                                           |
| 779 | 09.09.2019 | 0:0      | Polen                   | A | Warschau       | EM 2021-Qualifikation          |                                                                           |
| 780 | 10.10.2019 | 3:1      | Israel                  | H | Wien           | EM 2021-Qualifikation          |                                                                           |
| 781 | 13.10.2019 | 1:0      | Slowenien               | A | Ljubljana      | EM 2021-Qualifikation          |                                                                           |
| 782 | 16.11.2019 | 2:1      | Nordmazedonien          | H | Wien           | EM 2021-Qualifikation          |                                                                           |
| 783 | 19.11.2019 | 0:1      | Lettland                | A | Riga           | EM 2021-Qualifikation          |                                                                           |
| 784 | 04.09.2020 | 2:1      | Norwegen                | A | Oslo           | UEFA Nations League 2020/21    | erster Sieg gegen Norwegen seit 1979                                      |
| 785 | 07.09.2020 | 2:3      | Rumänien                | H | Klagenfurt     | UEFA Nations League 2020/21    |                                                                           |
| 786 | 07.10.2020 | 2:1      | Griechenland            | H | Klagenfurt     |                                |                                                                           |
| 787 | 11.10.2020 | 1:0      | Nordirland              | A | Belfast        | UEFA Nations League 2020/21    |                                                                           |
| 788 | 14.10.2020 | 1:0      | Rumänien                | A | Ploiești       | UEFA Nations League 2020/21    |                                                                           |
| 789 | 11.11.2020 | 3:0      | Luxemburg               | A | Luxemburg      |                                |                                                                           |
| 790 | 15.11.2020 | 2:1      | Nordirland              | H | Wien           | UEFA Nations League 2020/21    |                                                                           |
| 791 | 18.11.2020 | 1:1      | Norwegen                | H | Wien           | UEFA Nations League 2020/21    |                                                                           |
| 792 | 25.03.2021 | 2:2      | Schottland              | A | Glasgow        | WM 2022-Qualifikation          |                                                                           |
| 793 | 28.03.2021 | 3:1      | Färöer                  | H | Wien           | WM 2022-Qualifikation          |                                                                           |
| 794 | 31.03.2021 | 0:4      | Dänemark                | H | Wien           | WM 2022-Qualifikation          |                                                                           |
| 795 | 02.06.2021 | 0:1      | England                 | A | Middlesbrough  |                                |                                                                           |
| 796 | 06.06.2021 | 0:0      | Slowakei                | H | Wien           |                                |                                                                           |
| 797 | 13.06.2021 | 3:1      | Nordmazedonien          | H | Bukarest       | Europameisterschaft 2021       | erster Sieg Österreichs bei einer EM-Endrunde                             |
| 798 | 17.06.2021 | 0:2      | Niederlande             | A | Amsterdam      | Europameisterschaft 2021       |                                                                           |
| 799 | 21.06.2021 | 1:0      | Ukraine                 | A | Bukarest       | Europameisterschaft 2021       |                                                                           |
| 800 | 26.06.2021 | 1:2      | Italien                 | A | London         | Europameisterschaft 2021       |                                                                           |
| 801 | 01.09.2021 | 2:0      | Moldau                  | A | Chișinău       | WM 2022-Qualifikation          |                                                                           |
| 802 | 04.09.2021 | 2:5      | Israel                  | A | Haifa          | WM 2022-Qualifikation          |                                                                           |
| 803 | 07.09.2021 | 0:1      | Schottland              | H | Wien           | WM 2022-Qualifikation          |                                                                           |
| 804 | 09.10.2021 | 2:0      | Färöer                  | A | Tórshavn       | WM 2022-Qualifikation          |                                                                           |
| 805 | 12.10.2021 | 0:1      | Dänemark                | A | Kopenhagen     | WM 2022-Qualifikation          |                                                                           |
| 806 | 12.11.2021 | 4:2      | Israel                  | H | Klagenfurt     | WM 2022-Qualifikation          |                                                                           |
| 807 | 15.11.2021 | 4:1      | Moldau                  | H | Klagenfurt     | WM 2022-Qualifikation          |                                                                           |
| 808 | 24.03.2022 | 1:2      | Wales                   | A | Cardiff        | WM 2022-Qualifikation/Play-off |                                                                           |
| 809 | 29.03.2022 | 2:2      | Schottland              | H | Wien           |                                | letztes Länderspiel unter Foda                                            |